# 圣卡莱
圣卡莱（法語：Saint-Calais，法語發音：[sɛ̃ kalɛ]，一译圣加来），法国西北部城市，卢瓦尔河地区大区萨尔特省的一个市镇，隶属于马梅尔区，其市镇面积为22.8平方公里，2022年1月1日时人口数量为2,969人，在法国城市中排名第3,396位。
圣卡莱位于萨尔特省东南部，与卢瓦-谢尔省接壤，是一个区域性的中心城市，多条公路在此交汇。

## 地名

### 汉语译名
Saint-Calais当中的“Calais”与法国北部城市加来（Calais）的拼写相同，故Saint-Calais在部分翻译书籍中译作“圣加来”。但事实上，“加来”一名来源于中世纪拉丁语“Calesium”，与此处的“卡莱”无直接关联。且法语人名Calais的常用译名也为“卡莱”而非“加来”。

## 历史

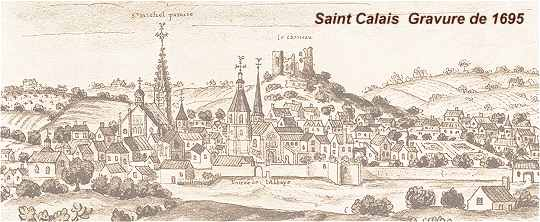
1695年的圣卡莱

圣卡莱起源于公元6世纪时Carileph在此修建的阿尼索尔修道院（monastère d'Anisole），此后，修道院附近逐渐形成村落。14世纪时，修道院附近修建了防御工事，以抵抗英格兰军队的入侵。但在英法百年战争末期，修道院还是遭到了战争的破坏，后于15世纪末期恢复重建。1630年，圣卡莱遭遇饥荒，当地糕点师自创绍松欧波姆，成为当地的代表性食物。法国大革命期间，阿尼索尔修道院被烧毁，圣卡莱成为萨尔特省的一个市镇，并成为该省的一个地区行署，1800年至1926年间为一个副省会。工业革命期间，一条连接马梅尔和圣卡莱建成运营，后于1965年关闭。

## 地理

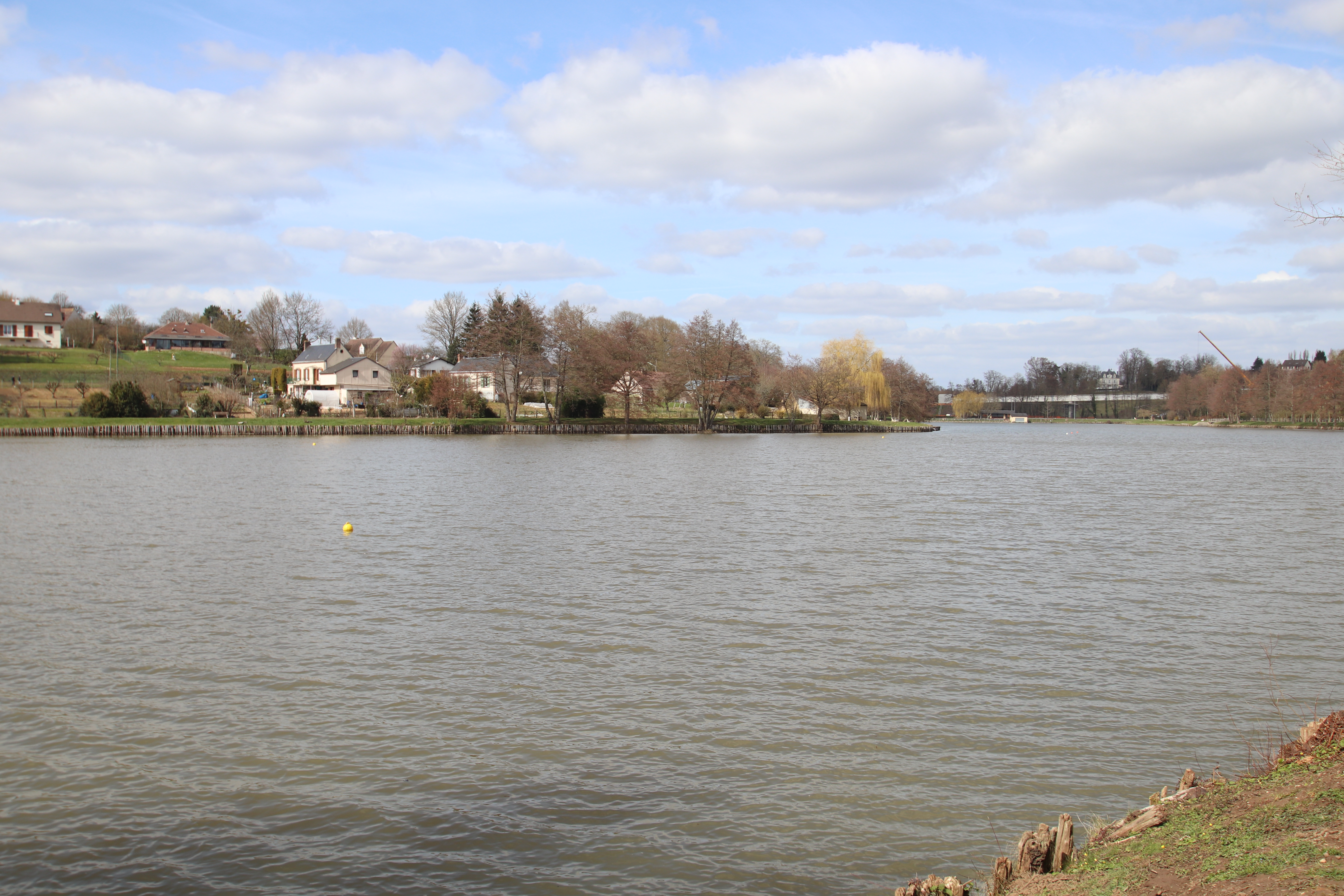
圣卡莱湖

圣卡莱位于法国西北部，卢瓦尔河地区大区东北部和萨尔特省东南部，距离省会勒芒大约44公里。与圣卡莱接壤的市镇包括：阿尼耶河畔孔夫朗、布赖河畔萨维尼、马罗勒莱圣卡莱、蒙塔耶、拉艾、圣塞罗特、圣热尔韦德维克。

### 地形
圣卡莱位于佩尔什地区南部，境内以浅丘和平原为主，市中心地势平坦，全境海拔在87到163米之间。

### 水文
阿尼耶河自北向南流经境内，市区北部有一处天然湖泊，被称为“圣卡莱湖”（Lac de Saint-Calais）。阿尼耶河是布赖河的支流，属于卢瓦尔河水系。

### 植被
圣卡莱属于温带落叶林区，林地广泛分布于河流两岸。
在鲜花城市的评比中，圣卡莱被评为2星级鲜花城市。

### 气候
圣卡莱在柯本气候分类法中属于温带海洋性气候。

## 行政区划
圣卡莱是法国卢瓦尔河地区大区萨尔特省的一个市镇，编号为72269。圣卡莱隶属于马梅尔区、萨尔特省第三选区，管理圣卡莱县，同时也是布赖和阿尼耶河谷市镇公共社区的办公驻地。
法国国家统计与经济研究所（简称）在进行数据统计时，将圣卡莱及相邻的阿尼耶河畔孔弗朗设为圣卡莱城市核心区和圣卡莱城市区。自2020年起，圣卡莱城市区被包含10个市镇的圣卡莱城市辐射区代替。此外，还将圣卡莱市镇整体划为一个“块区”（IRIS）。

## 交通

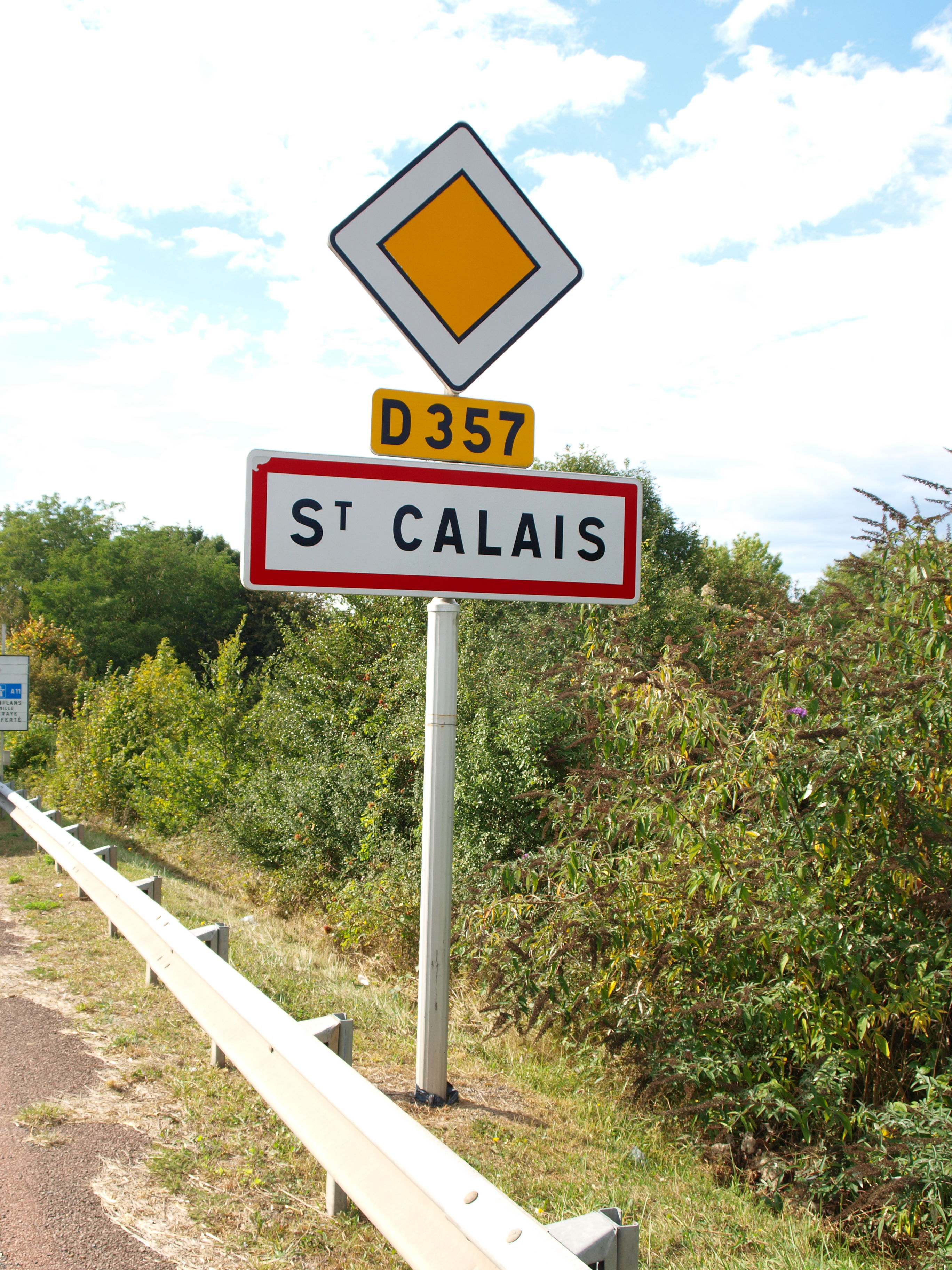
省道D357线圣卡莱入城指示牌

### 公路
连接勒芒和奥尔良的省道D357线（原国道N57线）经过圣卡莱境内，此外多条萨尔特省省道在圣卡莱境内交汇，卢瓦尔河地区大区下属的城际客运提供连接圣卡莱和省会勒芒之间的215线巴士。
2017年，61.9%的圣卡莱家庭拥有至少一辆的私人汽车。2019年，圣卡莱境内共发生各类交通事故2起，造成2人受伤。

### 铁路
圣卡莱境内尚无任何运营中的客运铁路车站。由圣卡莱市区前往旺多姆-卢瓦河畔维列TGV站的车程约半小时。

### 航空
距离圣卡莱最近的民用航空站为勒芒机场，距离圣卡莱市中心的公路里程约48公里。

### 城市公共交通
圣卡莱暂无城市公共交通系统。

## 政治

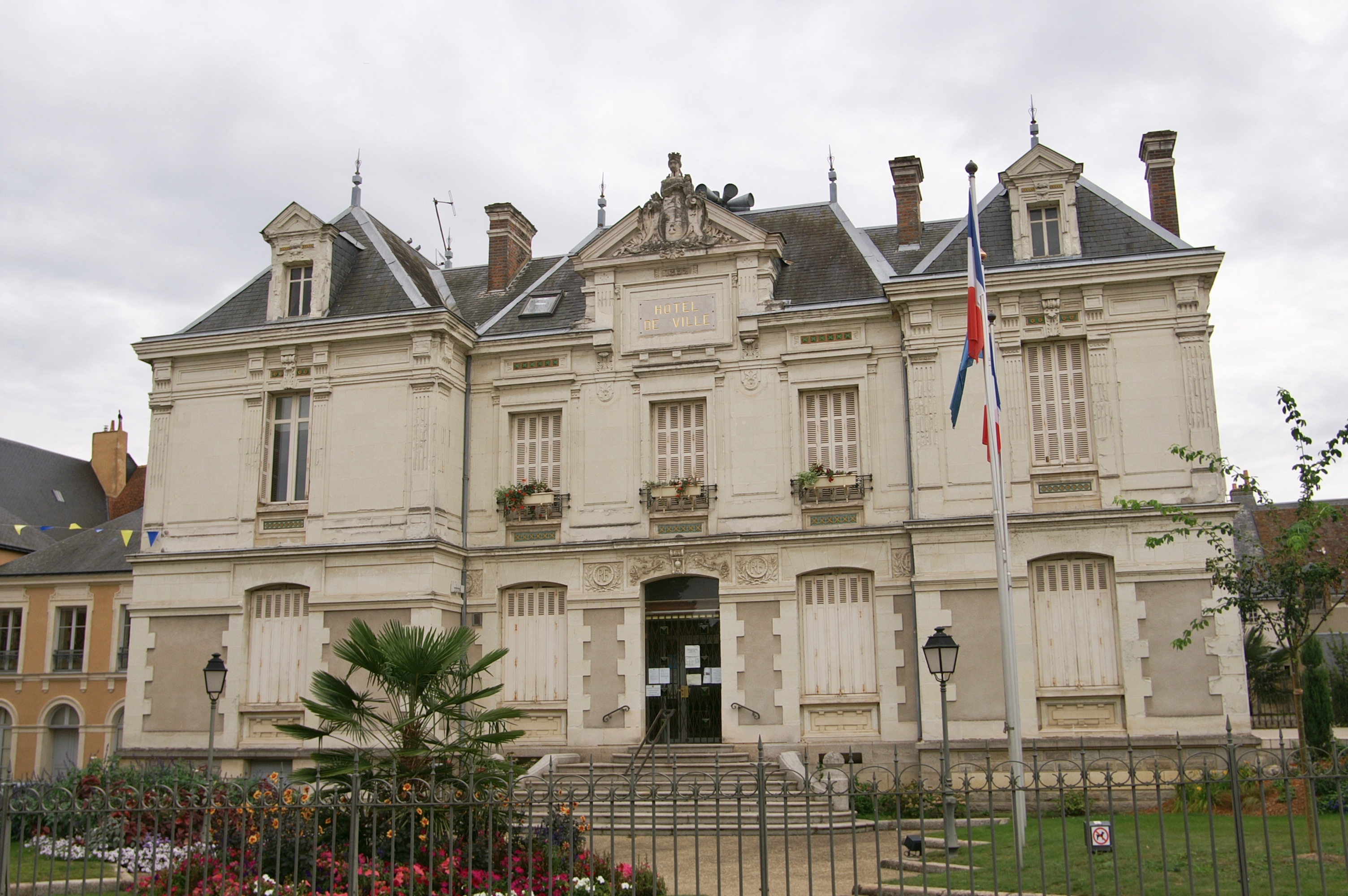
圣卡莱市政厅

圣卡莱的现任市长为马克·梅尔西耶先生（Marc Mercier），他是一名无党派人士，在2020年的市政选举中获得了52.84%的支持率。
在2017年的法国总统大选中，法国第25任总统埃马纽埃尔·马克龙在圣卡莱获得了61.23%的支持率。

## 人口
2018年，圣卡莱市镇人口数量为3,245，在法国排名第3,396位。其中男性1,561人，女性1,675人，75岁及以上人口占19.2%，外籍人口数量为844人，人口密度为143人/平方公里，当地居民被称为（男性）或（女性）。2019年，圣卡莱境内出生17人，死亡人口88人。
| 年份   | 1936  | 1946  | 1954  | 1962  | 1968  | 1975  | 1982  | 1990  | 1999  | 2006  | 2011  | 2016  | 2018  |
| ------ | ----- | ----- | ----- | ----- | ----- | ----- | ----- | ----- | ----- | ----- | ----- | ----- | ----- |
| 人口數 | 3,472 | 3,787 | 3,623 | 3,902 | 4,251 | 4,320 | 4,445 | 4,063 | 3,785 | 3,589 | 3,357 | 3,248 | 3,245 |

## 经济
圣卡莱是一个区域性的中心城市，当地共有各类用人单位393家，平均历史为22年，其中99.03%为中小型企业（PME）。（金属部件生产）、（急救运输）及（五金销售）是当地2019年营业额最高的三个企业，分别为7,366,873欧元、2,787,901欧元和1,634,440欧元。

## 财政收入
2019年，圣卡莱的财政收入总额为3,833,370欧元，财政支出总额为3,512,340欧元，当年的债务总额为1,327,690欧元。2020年，圣卡莱共获得950,026欧元的国家财政补助，比上一年增加了0.03%。
2015年，圣卡莱的人均月收入总额为1,984欧元，其中高级职员为4,085欧元，低于法国平均水平（4,103欧元）；中级职员为2,553欧元，高于法国平均水平（2,311欧元）；普通职员为1,797欧元，亦高于法国平均水平（1,662欧元）。
2017年，圣卡莱境内的青壮年（15至64岁）失业率为16%，当地44.1%的家庭拥有纳税资格，平均纳税1,327欧元，低于法国平均水平（3,888欧元）。

## 社会事务

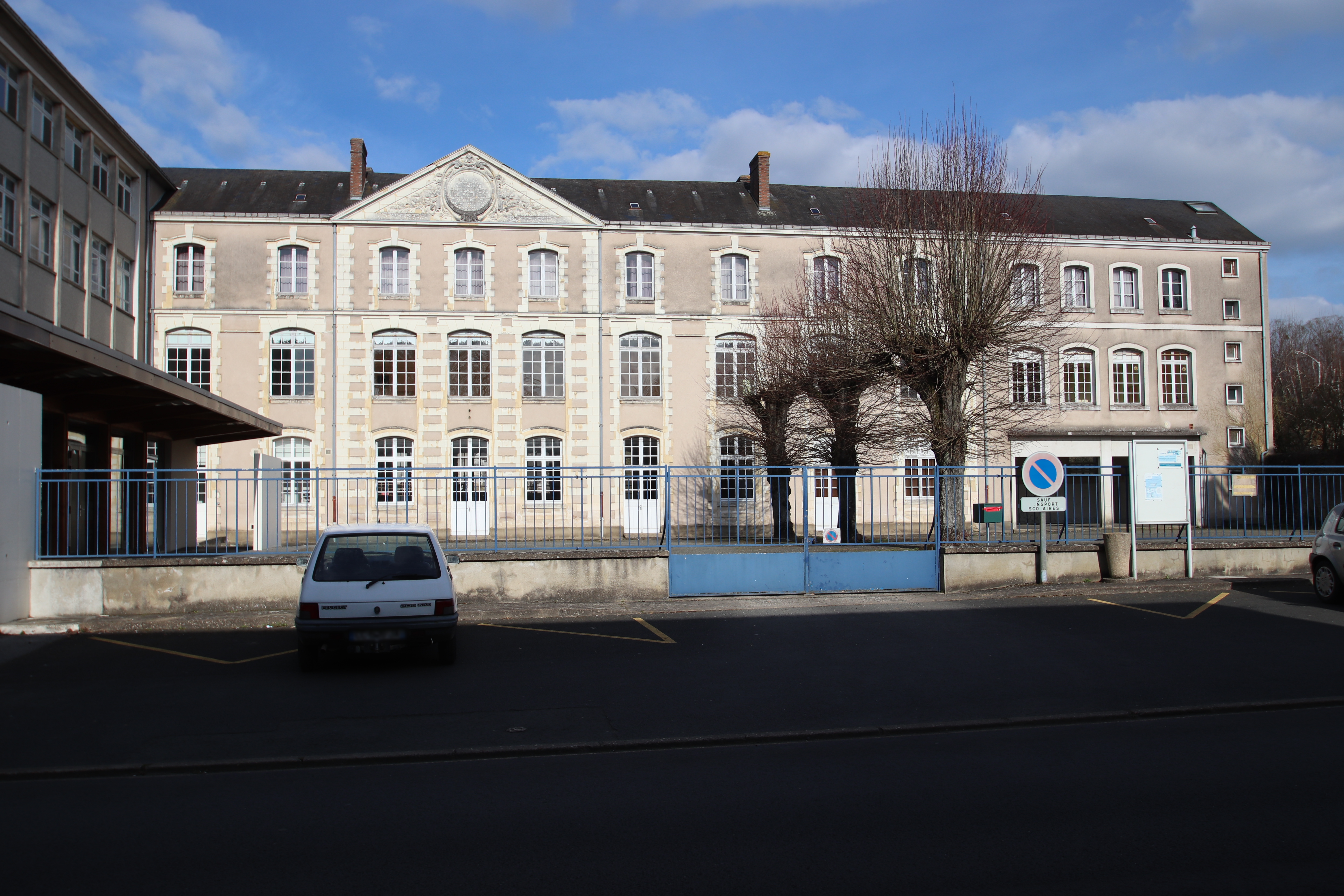
圣卡莱境内的一所初级中学

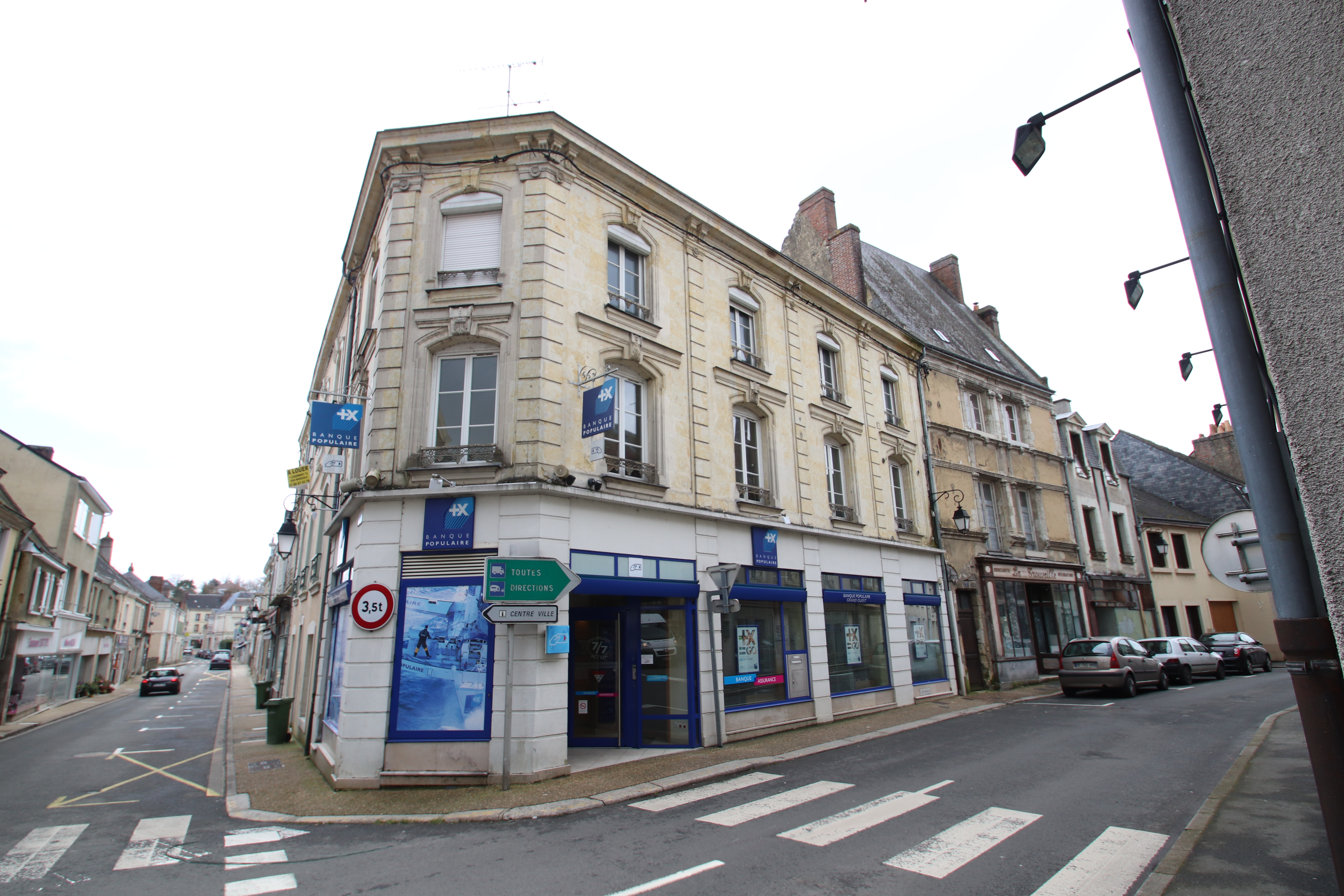
圣卡莱市中心的一处银行

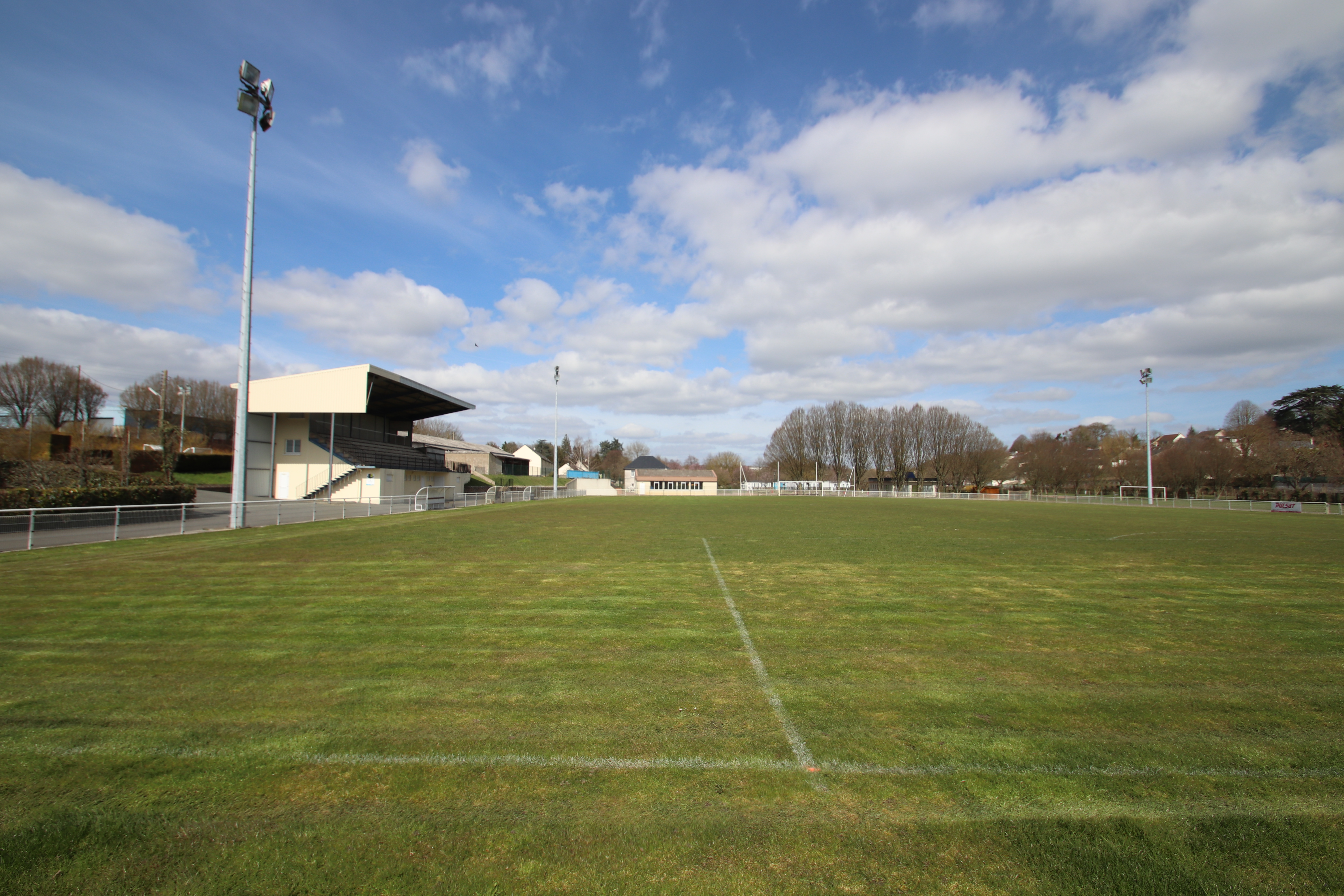
圣卡莱市政球场

### 教育
圣卡莱属于南特学区。截止2019年1月1日，圣卡莱境内共有2所幼儿园、2所小学、2所初级中学和1所职业高中。2018至2019学年度，圣卡莱境内共有在校中等教育阶段学生317名。

### 医疗
截止2019年1月1日，圣卡莱境内共有全科医生2名、保健师5名、牙医5名、护士6名和眼科医生1名。境内共有药房2家、养老院3家、残疾人帮扶中心5家。
圣卡莱中心医院（Centre Hospitalier de Saint-Calais）是法国的一个区域性医疗机构，其主病区位于圣卡莱市区，设有床位418个，是当地规模最大的公立综合性医院。

### 住房
2017年，圣卡莱境内共有各类住房1,860套，其中78.1%为独立式居民区，19.6%为集中式居民区。常住房屋占圣卡莱市镇范围内居民建筑总量的81.2%。
在住房保障政策方面，2017年，圣卡莱境内共有476户家庭获得了住房经济补助，受益人数占总人口数量的14.7%，其中457份为房租补助。

### 商业
2019年，圣卡莱境内共有各类实体商铺86家，其中餐厅8家、大型超市3家、杂货店3家、面包房4家、肉铺1家、书店2家、装饰品店1家、银行门店7家、美容美发店6家、汽车维修店8家。市区南部建有一家Aldi超市。

### 体育
2019年，圣卡莱境内共有1家游泳池、2间体育馆、1座综合体育场、3处网球场、2处足球或橄榄球场以及2处篮球或排球场。
阿尼耶-布赖足球俱乐部（Anille-Braye Football）是当地的一支足球队，2020至2021赛季参加萨尔特省足球联赛。

### 环境
圣卡莱的环境事务由其所属的公共社区负责。2019年，圣卡莱境内暂无污染企业。

### 治安
2019年，圣卡莱市镇范围内有1处宪兵队。
2014年，圣卡莱及附近地区共发生各类案件5,188起，其中盗窃类案件3,390起，经济类案件643起，毒品交易类案件80起。

## 文化
2019年，圣卡莱境内共有1家电影院和1家博物馆。圣卡莱市政府提供多媒体中心，向公众全年开放。

### 建筑
圣卡莱境内有多处历史建筑，其中圣卡莱圣母教堂是法国首批国家文物保护单位。

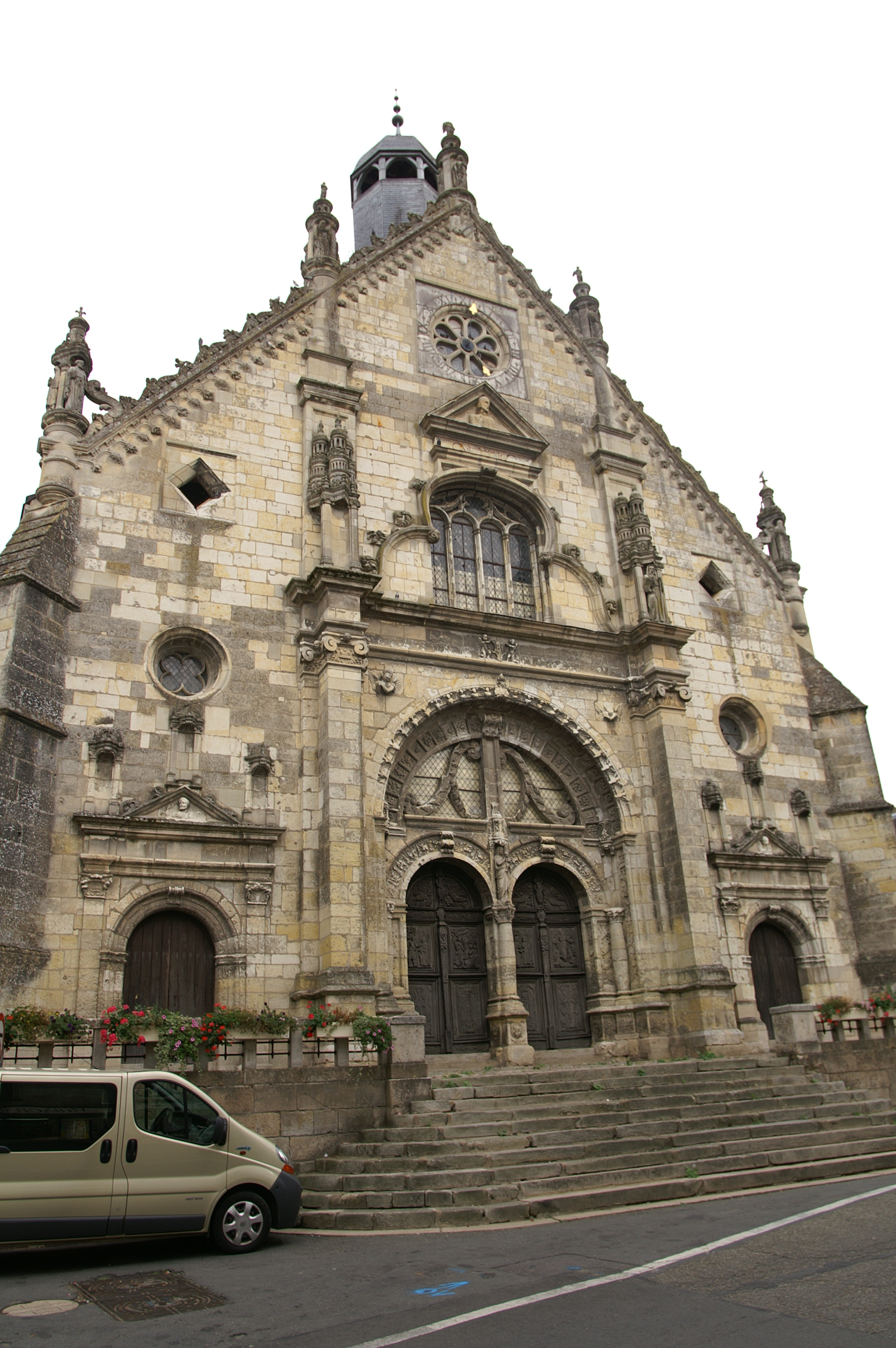
圣母教堂（法语：Église Notre-Dame de Saint-Calais）
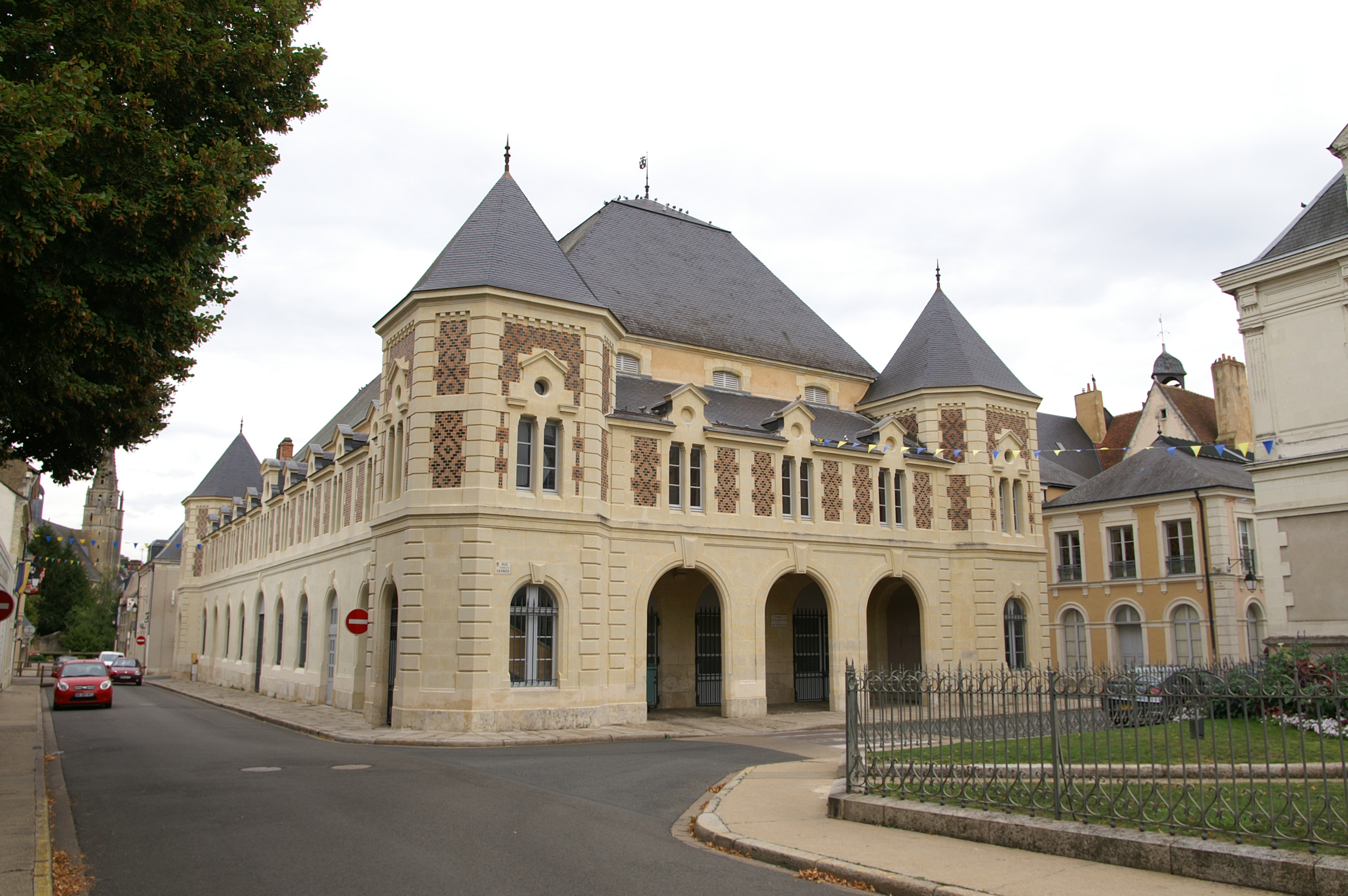
谷物大堂（法语：Halles aux grains de Saint-Calais）
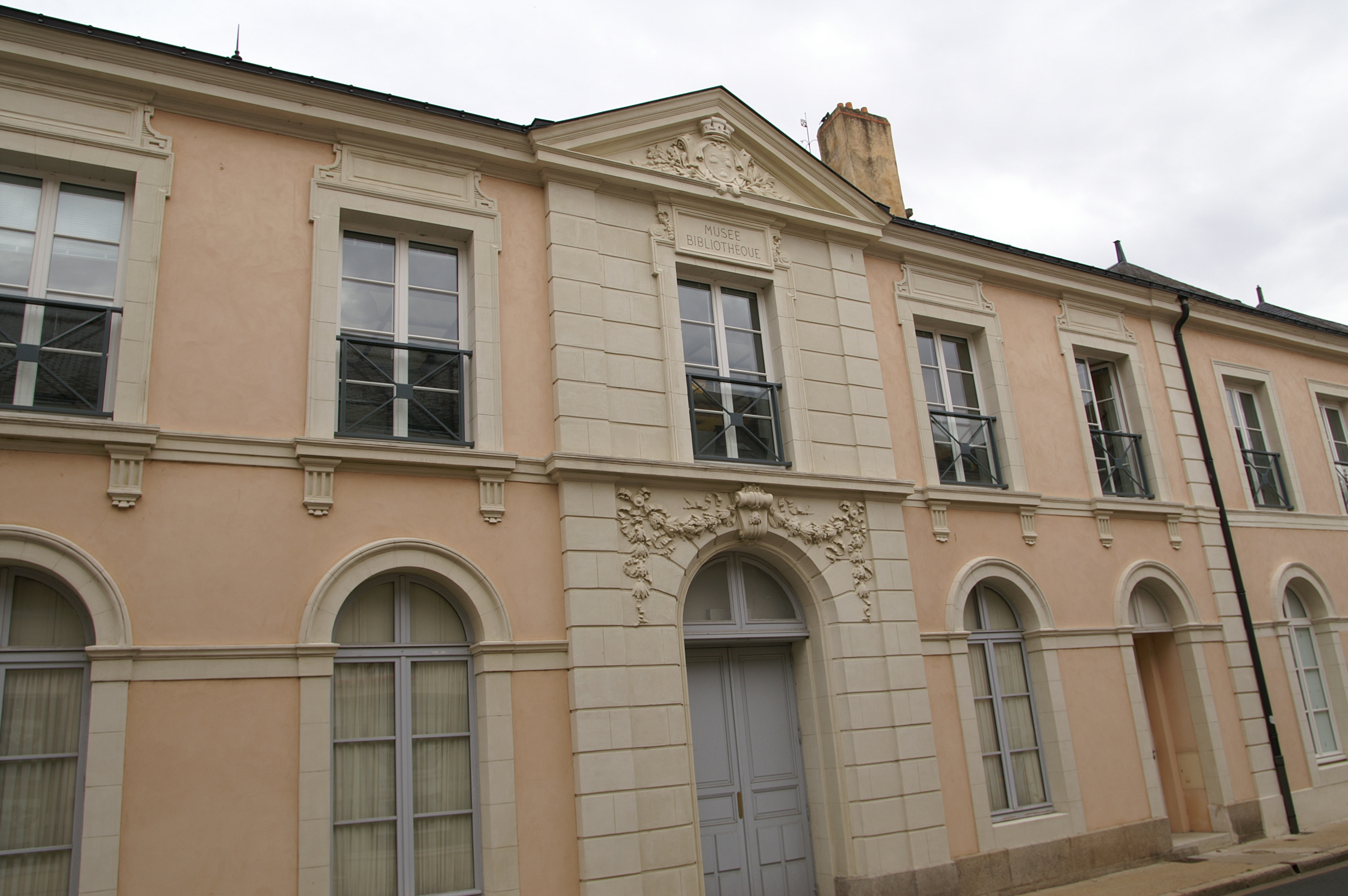
市镇图书馆
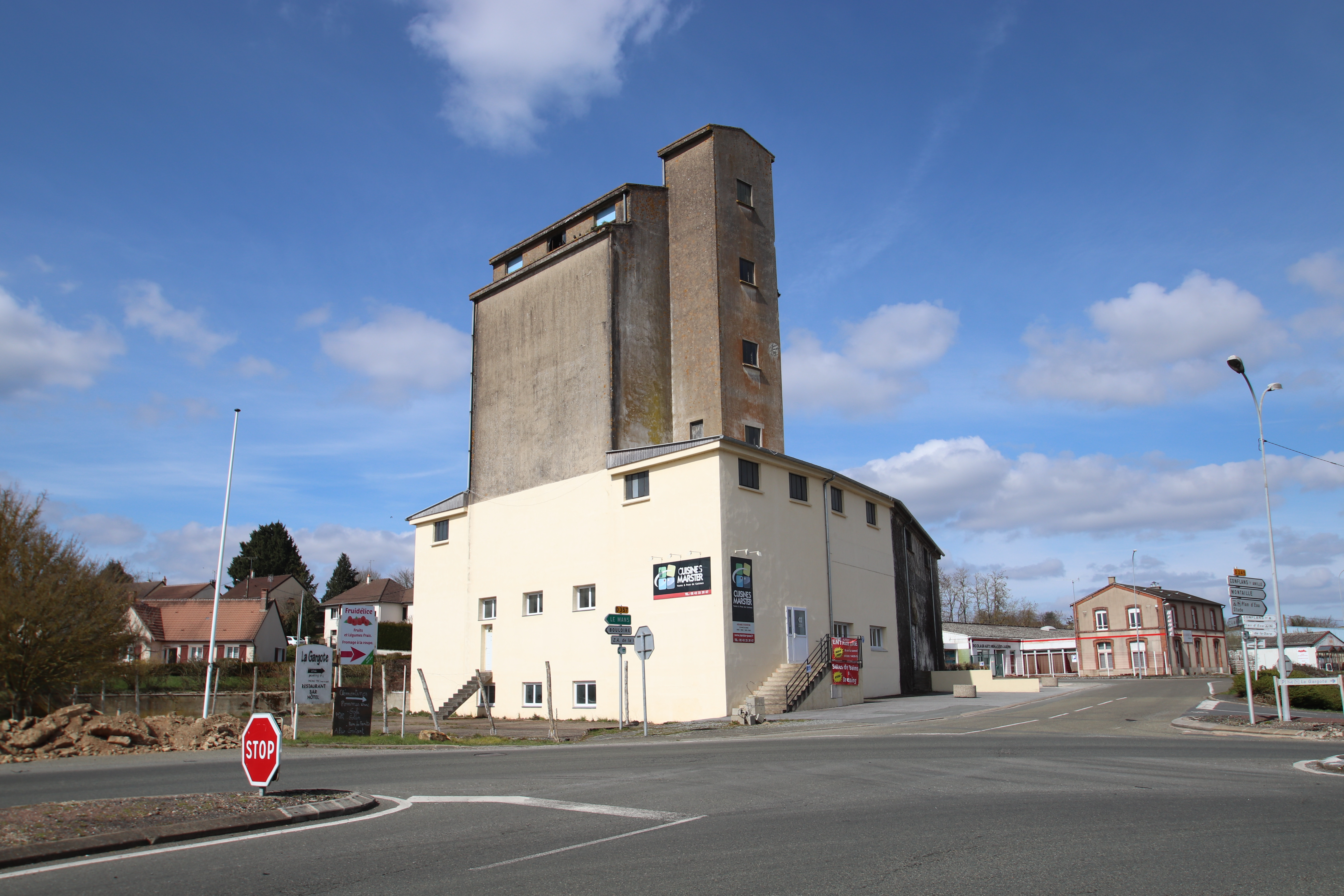
一处旧厂房
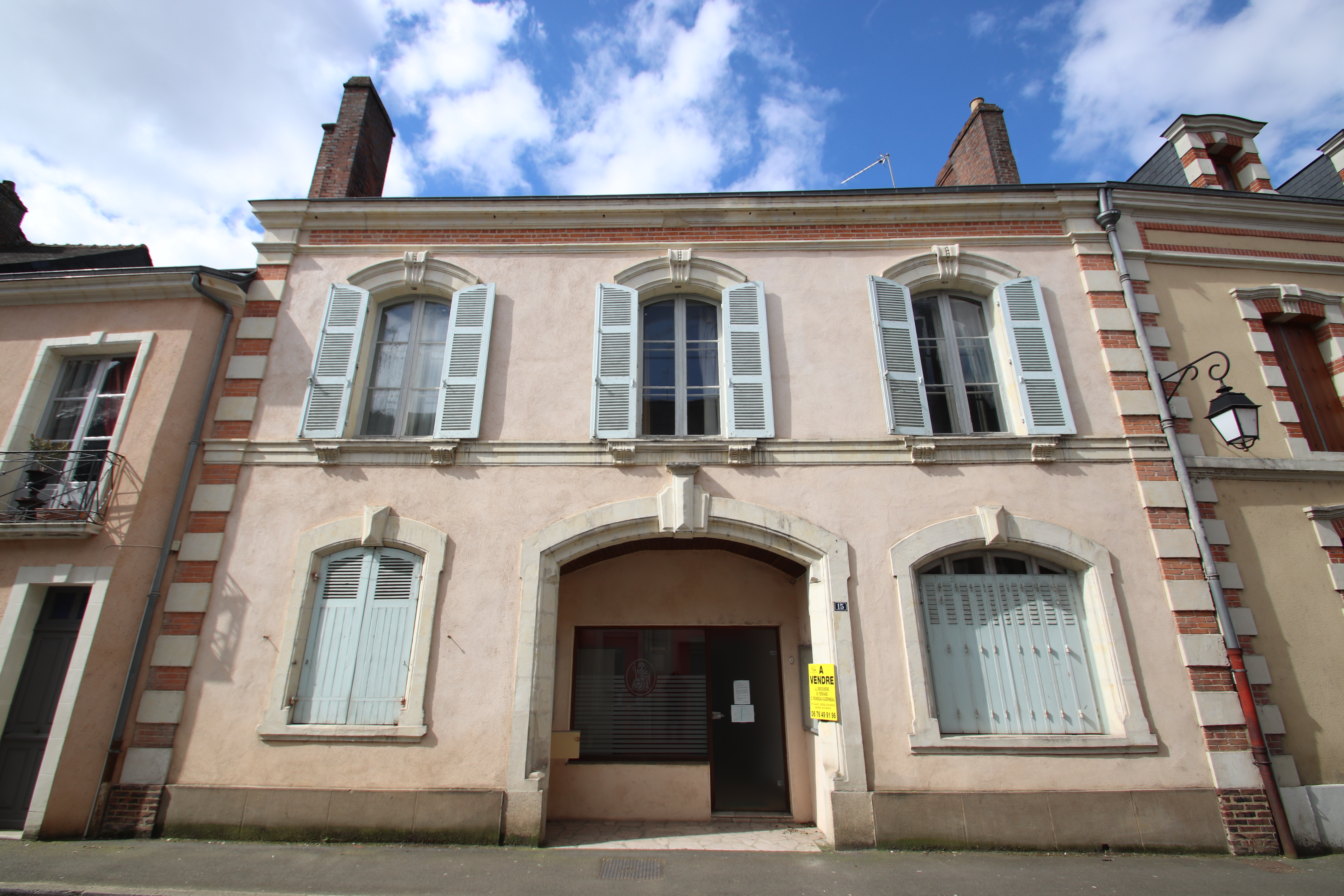
民居

### 旅游
圣卡莱的旅游事务由其所属的公共社区下属的布赖-阿尼耶旅游局负责。2020年，圣卡莱境内共有4家宾馆共计47间房间；另有1个露营地，可容纳共60辆露营车。

### 媒体
法国主要的媒体均可在圣卡莱接收，法国电视三台下属的卢瓦尔河地区大区频道在部分时段播出圣卡莱所属区域的地方新闻。

## 相关人物
中世纪诺曼底主教圣卡莱的纪尧姆、近代天主教人物路易-埃尔内·迪布瓦和历史学家伯纳德·艾森斯基兹出生于圣卡莱。

## 友好城市
截至2021年3月，圣卡莱共与两座城市互为友好城市关系：
- 德国 基希多夫
- 羅馬尼亞 维什瓦拉（羅馬尼亞語：Comuna Viișoara, Cluj）